# Hwi-bin Kim
Hwi-bin Kim, född 1410, död 1429, var en koreansk kronprinsessa. Hon gifte sig 1427 med kronprins Munjong. Hon skildes från tronföljaren och fråntogs sin titel 1429 sedan det upptäcktes att hon hade använt svartkonst för att vinna hans kärlek. 